# Meir ben Báruk
Meir ben Báruk (héberül: מאיר בן ברוך מרוטנבורג), vagy Rothenburgi Meir (Worms, 1215/1220 körül – Wasserburg am Inn, 1293. május 2.) középkori zsidó hittudós, aki a Német-római Birodalom területén működött.
Valószínűleg Worms városában született. Mestere Sámuel Falaise volt. Tanulmányai elvégzése után ő maga is tanítani kezdett több német városban, így Rothenburgban, Konstanzban, Wormsban, és Mainzban. Később el akarta hagyni a Császárság területét, azonban egy lombardiai városban felismerte őt egy zsidó hitehagyott, és elárulta I. Rudolf német királynak. Rudolf 1286-ban fogságba vetette Meirt, hogy szabadon engedése ürügyén megsarcolhassa a zsidó hitközségeket. A hittudós azonban maga tiltakozott kiváltása ellen, hogy az eset nehogy később ürügyül szolgáljon hasonló tettekre. Meir a börtönben hunyt el 1293-ban, és csak 1307-ben helyezték rendes körülmények közt nyugalomra testét, amikor Süsskind Wimpfen drága pénzen mégis csak megvásárolta az engedélyt.
Meirt a zsidó irodalom történetében „Máór” ('a Világító') névvel tartják számon (ez egyben szójáték is a nevével), mert bámulatosan termékeny életművével, és az európai zsidóság egészre ható tekintélyével mintegy beragyogta korát. Tószafótja kiterjed a 12 traktátusra, néhányhoz külön novellákat is írt. Kommentárt írt a Misna Tohorót című részéhez, és a Talmudnak két széderjéhez. Összefoglalásokat készített a halácha egyes tárgyköreiről, így például a benedikciókról, a gyásztörvényekről, a templomi szokásokról, a házassági törvényekről, a maszóráról stb. Responzumai is fennmaradtak, amelyek tartalmazzák a régi zsidó hittudósok fejtegetéseit is, és jellemzőjük a szabatos nyelv, illetve a világos előadás, valamint a német zsidó tudósokra kevéssé jellemző helyes, tiszta stílus. Meir vallásos költeményei ugyancsak jelentősek, ezek egyike – az 1242. évi talmudégetésre írt elégia – később a zsidó liturgia részévé vált. Több tanítványa (Meir Hakónén, Simsón ben Cádók) később maga is jelentős hittudós lett. Simsón készítette el Széfer Tasbéc címen Meir műveinek kompediumát.

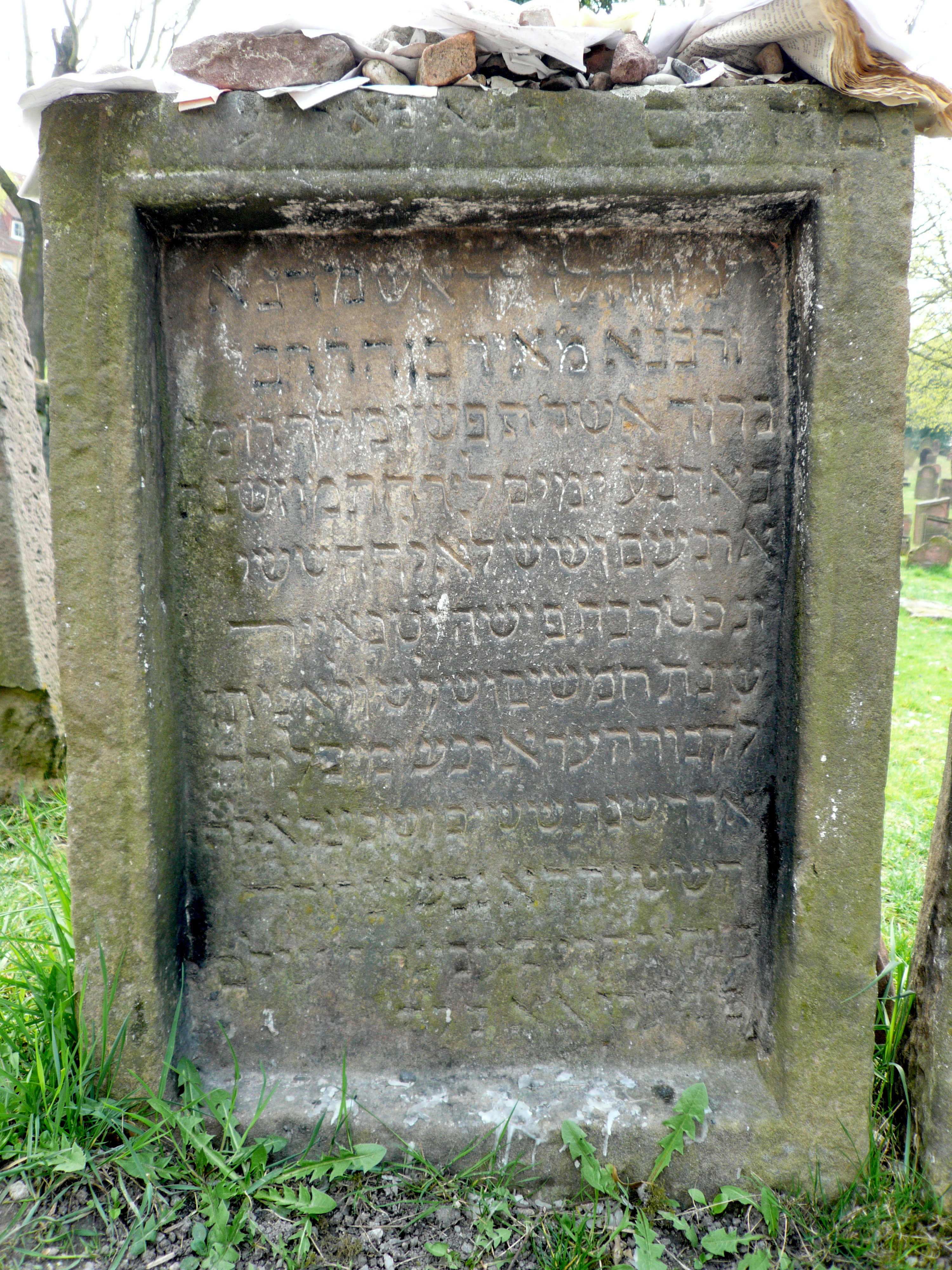
Rothenburgi Meir sírja Wormsban

## Magyar nyelvű fordítások
Meir teljes életműve mindezideig nem rendelkezik magyar nyelvű fordítással. Műveiből szemelvények jelentek meg:
- Frisch Ármin: Szemelvények a Biblia utáni zsidó irodalomból, Pallas Irodalmi és Nyomdai Rt., Budapest, 1906 (reprint kiadás: Auktor Könyvkiadó, Budapest, 1993, ISBN 963-7780-24-6, 413 p), 280–281. oldal
- Scheiber Sándor: A feliratoktól a felvilágosodásig – Kétezer év zsidó irodalma (Zsidó irodalomtörténeti olvasmányok), Múlt és Jövő Lap- és Könyvkiadó, Budapest, 1997, ISBN 963 85697 4 3, 219–221. o.